# Point-and-Click-Adventure
Point-and-Click-Adventures sind ein Genre der Computerspiele. Als Untergenre des Adventures definiert es sich über seine Steuerungsweise. Es reicht bis in das Jahr 1984 zurück und hatte seine kommerzielle Blütezeit in den späten 1980er- und den 1990er-Jahren.

## Definition
Der Begriff „Adventure“ hat im Laufe der Jahrzehnte insbesondere im angloamerikanischen Raum einen Bedeutungswandel durchgemacht. Seit mindestens 1979 nutzt die Spieleindustrie den positiv konnotierten Begriff für die Bewerbung jeglicher Spiele, die über ein narratives Element verfügen. In der Wissenschaft stellt das Adventure neben Actionspielen, Rollenspielen, Strategiespielen, Simulationsspielen, Denkspielen, Geschicklichkeitsspielen, Kreativspielen und Lernspielen eines der Basisgenres der Spielelandschaft dar. Prinzipiell beschreibt der Begriff ein narratives Spiel, in dem der Spieler Logik und Schlussfolgerungen anwenden muss, um Rätsel zu lösen und die Handlung voranzutreiben. Die Narrative folgt dabei oft literarischen Topoi wie Kriminalroman, Märchen, Reiseliteratur oder Heldenepos.
Das Point-and-Click-Adventure greift das narrativ geprägte Spielprinzip des Vorgängergenres Textadventure (siehe Abschnitt „Geschichte“) auf und erweitert es um ein Interface, das eine Bedienung des Spiels mittels Gamecontroller wie Joystick, Maus oder Gamepad ermöglicht, indem es den Spieler mit Elementen der grafisch dargestellten Spielwelt interagieren lässt. Die grafische Darstellung des Spielgeschehens steht im Fokus der Spielpräsentation. Prinzipiell markiert der Spieler mit dem Controller Spielobjekte („point“) und initiiert durch einen Klick („click“) eine gewünschte Handlung. Das Spiel kommuniziert dem Spieler daraufhin visuell, textlich und/oder klanglich, welche Auswirkung die Aktion des Spielers auf Spielwelt und Handlung hat.
Point-and-Click-Adventures sind Einzelspielerspiele, das heißt, eine Kooperation mehrerer Spieler im Spiel selbst ist nicht möglich. Da das Bedienen des Spiels aber nur die Umsetzung außerhalb des Spiels erfolgter Gedankengänge darstellt und fast nie motorisches Geschick erfordert, ist ein gemeinsames, gleichberechtigtes Spielen vor einem Computer möglich. Bedingt durch das Prinzip, dass die Spielhandlung durch Aktionen des Spielers vorangetrieben wird, sind fast alle Point-and-Click-Adventures „langsame“ Spiele, bei denen der Spieler die Spielgeschwindigkeit selbst bestimmt.

## Geschichte

### Vorläufer
Adventurespiele gibt es seit Mitte der 1970er-Jahre. Die zu dieser Zeit gängigen Großrechner wurden primär für Rechenaufgaben benötigt und verfügten über keine Grafikfähigkeiten sowie über keine Eingabegeräte abseits der Tastatur, weshalb die ersten, von beruflichen Programmierern und Informatikstudenten in ihrer Freizeit entwickelten Adventures die Spielwelt und das Spielgeschehen als Text darstellen und durch Eingaben über die Tastatur gesteuert wurden. Der heute für diese Vorgänger des Point-and-Click-Adventures verwendete Begriff „Textadventure“ ist ein Retronym, da es ursprünglich keine Alternativen zur rein textlichen Darstellung gab.
Bereits 1980 erschien mit Mystery House das erste Textadventure, das das Spielgeschehen durch Standbilder illustrierte. Spielgrafik kostete im Zeitalter der Heimcomputer wertvollen Speicherplatz und ging so zu Lasten des Spielumfangs oder der Spielqualität. Mit der Verbreitung von Diskettenlaufwerken wurden ab circa 1983 mehr und bessere Grafiken möglich, da diese auf externe Datenträger ausgelagert werden konnten. Die grafisch basierten Adventures lösten in ihrer Beliebtheit die rein textbasierten Adventures schließlich ab, da die visuelle Präsentation eine stärkere Immersion ermöglichte.
Einen in technischer Hinsicht signifikanten Vorläufer des Point-and-Click-Adventures stellt die Adventure-Reihe King’s Quest des kalifornischen Studios Sierra On-Line dar. Beginnend mit dem 1984 erschienenen King’s Quest I: Quest for the Crown veröffentlichte Sierra Adventures, die zwar wie Textadventures auf Texteingabe und einem Parser fußten, aber den Spieler gleichzeitig als Avatar in einer pseudo-dreidimensionalen Spielwelt darstellten und per Tastatur durch selbige steuern ließen. Diese Darstellungsweise sollte zur technischen Basis späterer Point-and-Click-Adventures mit Darstellung in Third-Person-Perspektive werden.

### Anfänge
Der Übergang vom Textadventure mit unterstützenden Grafiken zum Point-and-Click-Adventure erfolgte innerhalb des Jahres 1984. Die Initialzündung war die Vorstellung des Macintosh 128k, des ersten bezahlbaren Computers mit grafischer Benutzeroberfläche. Der Nachfolger des kommerziell erfolglosen Apple Lisa bot zwar nur einen Schwarz/Weiß-Monitor, verfügte aber über hochauflösende Grafik und vor allem eine Maus als Eingabegerät. Obwohl Point-and-Click-Interfaces durchaus auch für andere Eingabegeräte wie Joysticks oder Gamepads erstellt werden konnten (und später für mauslose Heimcomputer und Spielkonsolen auch wurden), war es die Maus, die die Weiterentwicklung des Adventuregenres hin zum Point-and-Click initiierte.
Der US-amerikanische Wirtschaftsstudent William Appleton, Fan von zeitgenössischen Textadventures, kaufte einen Macintosh 128k, entwickelte eine Spiel-Engine namens World Builder und ein damit erstelltes Spiel namens Enchanted Scepters, das noch 1984 vom damals neu gegründeten Publisher Silicon Beach Software veröffentlicht wurde, aber kommerziell erfolglos blieb. 1985 erschien das erste in den Fachmedien großflächig und wohlwollend rezipierte Point-and-Click-Adventure: Déjà Vu: A Nightmare Comes True stellte das Spielgeschehen durch Standbilder aus der Egoperspektive dar und verfügte über zwei mausgesteuerte Elemente: Die Befehlsauswahl durch Schaltflächen sowie ein Drag-and-Drop-System für den Einsatz von Inventargegenständen. Déjà Vu wurde zum Vorbild für die ab 1987 erschienenen Blockbuster des Genres und war selbst erfolgreich genug, um drei Nachfolger zu ermöglichen.
In den Folgejahren gab es einige andere nicht-tastaturgesteuerte Adventures für populäre Heimcomputer wie die 1986 veröffentlichten, menügesteuerten Detektivspiele The Detective und Killed Until Dead, die aber kommerziell wenig erfolgreich waren. Ebenfalls 1986 betrat das bis dahin für Actionspiele bekannte, US-amerikanische Studio LucasArts mit dem parserlosen Adventure Labyrinth die Bühne. Labyrinth, das auf dem im selben Jahr veröffentlichten, von LucasArts-Geschäftsführer George Lucas produzierten Spielfilm Die Reise ins Labyrinth basierte, ersetzte den Parser durch ein kontextsensitives Auswahlmenü für Verben und Objekte, die per Tastatur oder Joystick rotiert werden konnten.

### Durchbruch
Der kommerzielle Durchbruch erfolgte 1987 mit dem LucasArts-Spiel Maniac Mansion. Maniac Mansion wurde vom damals bereits erfolgreichen Spieleproduzenten Lucasfilm Games entwickelt und veröffentlicht, was in Verbindung mit technischer und narrativer Innovation zu einem in den Medien stark beachteten und gut verkauften Spiel führte. Das Interface, das es dem Spieler ermöglichte, Verben und Objekte mit einem Eingabegerät zu selektieren und mit vordefinierten Bereichen der Spielgrafik zu kombinieren, stellte einige Jahre lang Jahre den vorherrschenden Interfacetyp für Point-and-Click-Adventures dar. Maniac Mansion setzte sich mit einem weiteren Designaspekt von den noch populären Sierra-Adventures ab und formte das Adventure-Spieldesign der folgenden Jahre: Vor Maniac Mansion war es üblich, dass der Spieler im Spiel sterben oder das Spiel in einen unlösbaren Zustand versetzen konnte und von Neuem beginnen musste. Maniac Mansion reduzierte solche frustrierenden Momente durch geschicktes Design der Handlungsfäden auf ein Minimum.
Für die folgenden knapp zehn Jahre sollte das Point-and-Click-Adventure das dominierende Spielegenre werden. Zu dieser Zeit fußte die Popularität des Genres auf zwei Säulen. Die erfolgreichsten Adventures waren einerseits technisch innovativ, nutzten etwa frühzeitig hohe Grafikauflösungen oder die damals hohe Speicherkapazität der neuen CD-ROM, um Spiele mit Sprachausgabe und Zwischensequenzen anzureichern. Andererseits war das Adventure zu dieser Zeit noch das Genre, das zuvorderst mit narrativem Spieldesign verbunden wurde. Lucasfilm Games war mit weiteren Titeln einer der wichtigsten Hersteller von Point-and-Click-Adventures während dieser „goldenen Ära“ des Genres: Auf Maniac Mansion folgten innerhalb von sieben Jahren Zak McKracken and the Alien Mindbenders, Indiana Jones and the Last Crusade, The Secret of Monkey Island, Monkey Island 2: LeChuck’s Revenge, Indiana Jones and the Fate of Atlantis, Day of the Tentacle und Sam & Max Hit the Road.

### Vereinfachte Steuerung
Um 1991 herum erfuhr das Genre einen Paradigmenwechsel: Die textliche Darstellung von Spielgeschehen und Interaktionsmöglichkeiten trat in den Hintergrund, und die Interaktion spielte sich nur noch auf der Bildebene ab. Die Steuerung wurde stark vereinfacht, indem das Befehlsmenü entfernt und eine kontextsensitive, minimierte Steuerung über den Mauszeiger eingeführt wurde. Auf die Spitze getrieben wurde dieser Steuerungsminimalismus schon 1991 durch die Spielereihe Gobliiins und 1992 durch die Spielreihe The Legend of Kyrandia, die den Spieler nur noch Linksklicks auf Objekte durchführen ließen – welche Handlung der Spieler dabei durchführen wollte, interpretierten die Spiele selbständig. Mit dieser Vereinfachung der Steuerung ging auch eine Vereinfachung der Rätsel einher.

### CD-ROM
Seit den Anfängen des Genres folgte die graphische Präsentation seiner Vertreter den technischen Möglichkeiten, wobei das Genre nur bis etwa Mitte der 1990er-Jahre eine Vorreiterrolle im Vergleich zu anderen Genres einnahm. Einen großen Popularitätsschub erfuhr das Genre in der Folge durch die zunehmende Verbreitung des Speichermediums CD-ROM, das deutlich mehr Speicherkapazität als die bis dahin vorherrschende Diskette hatte und somit die Speicherung großer Grafikmengen ermöglichte. Die stark verbesserte Grafik wurde von den Käufern goutiert, was die Entwickler unter Druck setzte, das Interface eines Spiels zu minimieren und den Platz für Grafik dadurch zu maximieren. Zu den ersten Adventures, die in nennenswertem Maße von der CD-ROM-Technologie Gebrauch machten, gehörten 1993 The 7th Guest und Myst. Auch Sierra On-Line veröffentlichte 1993 mit Gabriel Knight: Sins of the Fathers ein Point-and-Click-Adventure, das sich die CD-ROM-Technologie zunutze machte, und zwar für eine vollumfängliche Vertonung der Dialoge mithilfe von Schauspielern wie Tim Curry, Mark Hamill oder Michael Dorn.

### FMV
Ein Seitenschritt in der technischen Evolution des Genres war das FMV-Adventure, dessen visuelle Präsentation durch die Wiedergabe von Filmaufnahmen geprägt ist, wobei Charaktere durch echte Schauspieler dargestellt werden. Das erste Point-and-Click-Adventure, das kleine Filmschnipsel in die Handlung integrierte, war 1991 Martian Memorandum von Access Software, der zweite Teil der Tex-Murphy-Reihe. Filmaufnahmen benötigten viel Speicherplatz und konnten ihr Potenzial mithin erst mit dem Aufkommen der CD-ROM als Speichermedium entfalten. CD-Laufwerke kamen Mitte der 1980er-Jahre auf den Markt und erfuhren Anfang der 1990er-Jahre großflächige Verbreitung. Das erste Adventure, das in nennenswertem Maße von dieser Technik Gebrauch machte, war The 7th Guest aus dem Jahr 1993, das vorgerenderte 3D-Grafiken mit realen Filmaufnahmen kombinierte. Fünf Monate später folgte Return to Zork von Activision, das im Zork-Universum des aufgelösten Textadventure-Produzenten Infocom spielte. Bekanntester Vertreter des Genres war für lange Zeit das 1994 erschienene Under a Killing Moon von Access Software, der dritte Teil der Tex-Murphy-Reihe. 1995 sprang auch Sierra auf den kurzlebigen FMV-Zug auf und veröffentlichte mit Phantasmagoria ein Horroradventure, das von der Kritik gemischt aufgenommen, aber das bis dahin am besten verkaufte Sierra-Spiel wurde.

### 3D
Vorläufer echter 3D-Adventures waren Spiele, die die Spielumgebung im Rahmen der Produktion des Spiels berechneten und den jeweiligen Bildausschnitt als de facto zweidimensionale, aber dreidimensional wirkende Grafik präsentierten. Zu den frühen Vertretern dieser Spiele mit vorgerenderter Pseudo-3D-Grafik gehörten das FMV-Adventure The 7th Guest im April 1993 sowie das finanziell überaus erfolgreiche Spiel Myst.
Mitte der 1990er-Jahre wurden (mit Descent als erstem Vertreter) Spiele mit in Echtzeit berechneter, dreidimensionaler Darstellung der Spielwelt zum Standard. Insbesondere der bereits 1992 erschienene First-Person-Shooter Wolfenstein 3D inspirierte das US-Studio Access Software, das mit der Krimi-Adventure-Reihe Tex Murphy seit 1989 erfolgreich war, mit Under a Killing Moon das erste 3D-Point-and-Click-Adventure zu entwickeln und 1994 zu veröffentlichen. 1999 erschien mit Gabriel Knight 3 ein 3D-Nachfolger zu einem erfolgreichen 2D-Point-and-Click-Adventure, war jedoch finanziell nicht erfolgreich. Ein weiterer Meilenstein war im Jahr 2000 realMyst, ein Vertreter der Myst-Serie, der die vorgerenderte Spielwelt des ersten Teils der Serie durch eine in Echtzeit berechnete Welt ersetzte, aber weiterhin ein Point-and-Click-Interface bot.
Da der Fokus von Adventures immer auf der Narrative lag, war die Technik nie ein definierendes Element des Genres, so dass neben zeitgemäßen 3D-Spielen auch heute noch 2,5D- und 2D-Spiele sowie FMV-Spiele produziert werden.

### 2,5D
Einen Mittelweg zwischen 2D- und 3D-Adventures bildete die „2,5D“ genannte Technik, dreidimensionale, aus Polygonen zusammengesetzte Figuren vor zweidimensionalen Kulissen agieren zu lassen, wobei die Kulissen zunächst handgezeichnet waren, später aber oft gerendert. Es entsteht für den Spieler so der Eindruck, dass sich die dreidimensionale Spielfigur innerhalb einer dreidimensionalen Umgebung bewegt, während die Spielumgebung de facto zweidimensional ist. Bekannte Beispiele für diese Technik sind The Longest Journey (1999) und die ersten beiden Titel der Syberia-Reihe (ab 2002).

### Niedergang
Die Popularität des Genres ließ Mitte der 1990er-Jahre stark nach. Die absoluten Verkaufszahlen der herausragenden Point-and-Click-Adventures blieben dabei in etwa gleich, aber der Spielemarkt als Ganzes explodierte förmlich und ließ den eher stagnierenden Adventure-Markt dabei zurück. Einer der Hauptauslöser dieser Entwicklung war das Aufkommen bezahlbarer 3D-Grafikkarten und Spiele, die sie nutzten. Branchenschwergewichte wie LucasArts oder Sierra produzierten auch weiterhin von der Kritik gelobte Point-and-Click-Adventures, die sich aber vergleichsweise schlecht verkauften – weder The Curse of Monkey Island (LucasArts, 1997) noch der Point-and-Click-Action-Hybrid King’s Quest 8: Maske der Ewigkeit (Sierra, 1998) konnten die finanziellen Erwartungen der Hersteller erfüllen. Auch Brøderbunds The Last Express (1997, von Jordan Mechner gestaltet) und Virgins Toonstruck (1996, mit FMV-Sequenzen mit Christopher Lloyd) erreichten die erhofften Absatzzahlen bei weitem nicht, einzig Westwoods Filmumsetzung Blade Runner konnte über eine Million Einheiten absetzen. Ende der 1990er-Jahre produzierte kein großes US-amerikanisches Studio mehr Point-and-Click-Adventures. Schon 2001 ignorierte der Computerspielejournalist und Science-Fiction-Autor Steven L. Kent in seiner Ultimate History of Video Games die Existenz des Genres, und Tristan Donovan konstatierte 2010 in seinem Standardwerk Replay: The History of Video Games, dass das Genre komplett in Vergessenheit geraten sei.
In vereinfachter Form sind die Rätsel-Elemente des Point-and-Click-Adventures Bestandteil des heute noch populären Genres Action-Adventure.

### 21. Jahrhundert
Als Nischengenre hat sich das Point-and-Click-Adventure gehalten, insbesondere in Europa. Hier entwickeln kleinere Studios klassische Spiele ohne nennenswerte technische Innovationen, aber von oft hoher narrativer Qualität. Den Anfang zur Wiederbelebung des totgesagten Genres machte 1999 das norwegische Studio Funcom, das zuvor primär Sportspiele für Spielkonsolen entwickelt hatte, mit dem Autorenspiel The Longest Journey des Designers Ragnar Tørnquist. Das klassische 2,5D-Adventure setzte weltweit über 500.000 Einheiten ab und brachte zwei Nachfolger hervor, die allerdings auf eine reine 3D-Spielwelt setzten. 1999 begann der französische Entwickler und Publisher Microïds eine Kooperation mit dem Comicautoren Benoît Sokal, die 2002 zum ersten, kommerziell recht erfolgreichen Teil der Syberia-Reihe führte, ebenfalls ein 2,5D-Adventure.
Für ein kleines Genrerevival sorgte eine tragbare Spielkonsole: 2004 kam der Nintendo DS auf den Markt. Durch seinen Touchscreen und seinen Eingabestift war er gut für Point-and-Click-Adventures geeignet. Zahlreiche Spiele des Genres wurden auf den DS portiert. Diese Entwicklung setzte sich 2007 mit der Markteinführung des iPhone fort.
2012 bescherte ein unerwartetes Ereignis den Entwicklern von Point-and-Click-Adventures neue Möglichkeiten. Seit 2003 gab es technische Crowdfunding-Plattformen, 2009 gründete sich die Plattform Kickstarter, zunächst ohne Bedeutung für das Adventure-Genre. 2012 konnte Tim Schafer, der für LucasArts unter anderem die ersten beiden Monkey-Island-Titel, Day of the Tentacle und Grim Fandango geschrieben hatte, keinen Publisher für ein von ihm geplantes Point-and-Click-Adventure finden. Schafer beschloss, die Finanzierung durch Crowdfunding zu versuchen, und setzte für die Endproduktion seines Spiels Broken Age (damals noch nach seiner Firma Double Fine Adventure genannt) einen Zielbetrag von 400.000 US-Dollar an. Broken Age erreichte als erstes Kickstarter-Projekt überhaupt eine Finanzierung über 1.000.000 Dollar binnen 24 Stunden und brachte während der etwa einmonatigen Kampagne insgesamt 3,4 Millionen Dollar ein. In der Folge nutzten Entwicklerstudios immer wieder Kickstarter, um ihre Projekte zumindest zum Teil zu finanzieren, so zum Beispiel Revolution Software (Baphomets Fluch: Der Sündenfall, 2013), King Art (The Book of Unwritten Tales 2, 2015), Microïds (Subject 13, 2015) oder Terrible Toybox (Thimbleweed Park, 2017).

## Technik

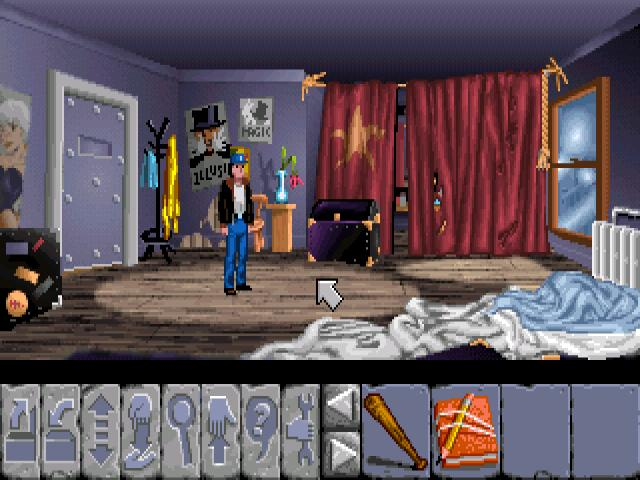
Das Interface des 2D-Adventures Flight of the Amazon Queen (1995)

Die Darstellung des Spielgeschehens findet in der Regel entweder aus der Egoperspektive oder aus der Third-Person-Perspektive statt; eine Vermischung beider Perspektiven, wie sie beispielsweise in den 3D-Spielen der GTA-Reihe möglich ist, kommt in der Praxis nicht vor. Die Evolution beider Perspektiven erfolgte parallel und fast gleichzeitig; die ersten veröffentlichten Point-and-Click-Adventures (Enchanted Scepters, Déjà Vu) nutzten die Egoperspektive, aber bereits das 1986 erschienene Labyrinth von LucasArts verwendete die Third-Person-Perspektive.
Point-and-Click-Adventures können sowohl eine zweidimensionale als auch eine dreidimensionale Darstellungsweise vertreten. Bedingt durch die niedrige Rechenleistung früher Computer war historisch zunächst nur eine zweidimensionale Darstellung möglich; Spielfiguren wurden durch animierte Sprites dargestellt, Hintergründe waren handgezeichnet. Die erste Darstellung einer in Echtzeit berechneten 3D-Umgebung erfolgte 1986 durch das Action-Adventure Mercenary. Point-and-Click-Adventures beschränkten sich zunächst auf vorgerenderte (dreidimensional berechnete, aber rechenzeitsparend zweidimensional dargestellte) Hintergründe und ließen aus Polygonen zusammengesetzte Charaktere vor diesen Kulissen agieren.
Für die Erstellung von Point-and-Click-Adventures werden oft spezialisierte Entwicklungsumgebungen genutzt, die eine Verwaltung der zahlreichen Grafiken und Animationen ermöglichen und für die Spielsteuerung Skriptsprachen wie Lua einbinden. Im kommerziellen Bereich werden zum Beispiel Adventure Game Studio, OGRE oder Visionaire Studio eingesetzt. Die genreübergreifend genutzten Spiel-Engines Unity und Unreal Engine finden auch für Point-and-Click-Adventures Anwendung, so wurden beispielsweise Dreamfall Chapters (2014) mit Unity und Beyond a Steel Sky (2020) mit der Unreal-Engine erstellt.

## Rezeption
Charles Cecil, Mitbegründer des britischen Entwicklungsstudios Revolution Software und Autor der Spieleserie Baphomets Fluch, äußerte sich 2003 anlässlich der Veröffentlichung seines 3D-Adventures Baphomets Fluch: Der schlafende Drache über das Point-and-Click-Genre, was sich zu einem vielfach rezipierten Zitat entwickelte:

“The point-and-click adventure is dead. No two ways about it. It is no more.”

Das Zitat wurde von Cecil später in Teilen relativiert.
Manche Point-and-Click-Adventures inspirierten Fans, Remakes zu erstellen. Zu den in der Literatur rezipierten Adventure-Remakes gehören unter anderem King's Quest, Maniac Mansion und The Secret of Monkey Island.